# Cap de la Barra
El Cap de la Barra és un cap a l'Estartit (municipi de Torroella de Montgrí, Baix Empordà). És coronat pel Molinet de 29,4 msnm És a l'oest del nucli de l'Estartit denominant una zona urbanitzada d'aquest poble, la urbanització del Cap de la Barra, la seva ubicació amb grans pendents afavoreix el despreniment de blocs de roca.
Geològicament la part del Molinet, està formada per un aflorament de margues i calcàries margoses (Triàsic superior). A mesura que s'ascendeix cap al nord, abandonant el cap, es travessa una capa prima de dolomies i calcàries (Juràssic inferior-mitjà) seguit d'una capa de calcàries detrítiques i calcàries bioclàstiques amb orbitolines i prealvelonines (Albià, Cenomanià) de l'Alt de la Pedrosa. El 1648 consta la presència d'una torre mantinguda per la Universitat de Torroella, l'ajuntament.